# جوروان ویرا
جوروان یوسف ویرا (به انگلیسی: Jorvan Vieira) زادهٔ ۲۴ می ۱۹۵۳ در ایالت ریو د ژانیرو برزیل است او در تیمهای واسکو دوگاما، بوتافوگو، اسوسیدپورچگیز به عنوان بازیکن بازی کرده‌است او در تیم‌های عراق، سپاهان، الشارجه، زمالک، بنی یاس، کویت مربی گری کرده‌است. او همچنین با تیم ملی عراق قهرمان مسابقات جام ملت‌های آسیا ۲۰۰۷ شد.
وی در سال ۱۹۹۹ به دین اسلام گروید و نام خود را به یوسف ویرا تغییر داد. پیش از آن وی پیرو هیچ دینی نبود.

## آمار مدیریتی
تا تاریخ مسابقه انجام شده در ۹ ژانویه ۲۰۲۱
| تیم                       | از             | به             | سابقه | سابقه | سابقه | سابقه | سابقه                                          | منبع |
| تیم                       | از             | به             | م‌ب    | بر    | ت     | بخ    | % برد                                          | منبع |
| ------------------------- | -------------- | -------------- | ----- | ----- | ----- | ----- | ---------------------------------------------- | ---- |
| اسماعیلی                  | ۵ ژانویه ۲۰۰۱  | 3۰ ژوئن ۲۰۰۱   | ۱۲    | ۵     | ۴     | ۳     | ۰خطا در الگو:Nts: Fractions are not supported  |      |
| عراق                      | 2۰ مه ۲۰۰۷     | 1۵ اوت ۲۰۰۷    | ۱۴    | ۵     | ۶     | ۳     | ۰خطا در الگو:Nts: Fractions are not supported  |      |
| سپاهان                    | ۲ فوریه ۲۰۰۸   | 3۰ ژوئن ۲۰۰۸   | ۲۴    | ۱۰    | ۷     | ۷     | ۰خطا در الگو:Nts: Fractions are not supported  |      |
| عراق                      | ۲ سپتامبر ۲۰۰۸ | ۶ فوریه ۲۰۰۹   | ۵     | ۰     | ۳     | ۲     | ۰۰خطا در الگو:Nts: Fractions are not supported |      |
| بنی یاس                   | ۱ ژوئیه ۲۰۱۱   | 3۰ نوامبر ۲۰۱۱ | ۱۴    | ۵     | ۳     | ۶     | ۰خطا در الگو:Nts: Fractions are not supported  |      |
| الشارجه                   | 1۶ دسامبر ۲۰۱۱ | ۲ فوریه ۲۰۱۲   | ۹     | ۲     | ۳     | ۴     | ۰خطا در الگو:Nts: Fractions are not supported  |      |
| زمالک                     | 1۰ اوت ۲۰۱۲    | ۵ ژوئیه ۲۰۱۳   | ۳۰    | ۱۹    | ۷     | ۴     | ۰خطا در الگو:Nts: Fractions are not supported  |      |
| کویت                      | 2۳ اوت ۲۰۱۳    | ۷ دسامبر ۲۰۱۴  | ۲۶    | ۹     | ۹     | ۸     | ۰خطا در الگو:Nts: Fractions are not supported  |      |
| سموحه                     | 1۱ ژوئیه ۲۰۱۶  | ۱ نوامبر ۲۰۱۶  | ۸     | ۵     | ۱     | ۲     | ۰خطا در الگو:Nts: Fractions are not supported  |      |
| الاتحاد کلبا              | ۱ ژانویه ۲۰۱۸  | ۲ سپتامبر ۲۰۱۸ | ۱۷    | ۹     | ۴     | ۴     | ۰خطا در الگو:Nts: Fractions are not supported  |      |
| اسماعیلی                  | ۴ اکتبر ۲۰۱۸   | 1۲ دسامبر ۲۰۱۸ | ۱۱    | ۵     | ۳     | ۳     | ۰خطا در الگو:Nts: Fractions are not supported  |      |
| باشگاه فوتبال ستاره ساحلی | 2۹ نوامبر ۲۰۲۰ | 1۱ ژانویه ۲۰۲۱ | ۸     | ۴     | ۲     | ۲     | ۰خطا در الگو:Nts: Fractions are not supported  |      |
| کل                        | کل             | کل             | ۱۷۸   | ۷۸    | ۵۲    | ۴۸    | ۰خطا در الگو:Nts: Fractions are not supported  | —    |